# 福井大輔
福井 大輔（ふくい だいすけ、1993年8月6日 - ）は日本の俳優。千葉県出身。2021年12月31日をもって㈱プランチャイムを退所し、2022年からはフリーで活動。2022年12月31日をもって芸能活動を引退。

## 人物
- 身長168cm。血液型はB型。特技は野球　陸上（ハードル）
- 2010年頃現在の事務所のオーディションで条件付きで合格。[1]
- 2011年、5人組コスプレダンスユニット・アルスマグナに加入。アジアチャンピオン、日本チャンピオンのメンバーの中に唯一ほぼダンサーとしての実績のないメンバーとして活動し、地道に経験を重ね大きな成長を遂げる。
- 愛称は「だいちゃん」
- 線の細く小柄な体型を生かしたダンスが得意である一方、ブレイクダンスなどのアクロバティックな技を披露するダンスにも積極的に取り組んでいる。
- 2016年頃から舞台出演が増え、演技にも力を入れている。舞台・ミュージカルで得意のダンスでの見せ場を貰える一方で、歌が不得意であることと滑舌が悪いことを公言している。時折舞台上でもネタにされることがある。
- 身軽さを活かした殺陣も得意。
- 自信の出演の舞台で、ダンスの振り付けや殺陣の手数を考えたりもしている。
- 2021年12月31日に12年間所属していたプランチャイムを退所。
- 2022年1月1日からフリーでの活動を開始。
- フリーになってから1年間複数の舞台やイベントに出演し、2022年12月31日をもって芸能活動を引退。

## 出演
（p'z boysとしての出演は除く）

### テレビ
- 世にも奇妙な物語 '17深夜の特別編『SON-TAKU』（2017年10月9日～10月13日、フジテレビ）

### 舞台
- 『F 〜for you〜』（2014年9月7日、六本木morph-tokyo）- 主演
- SOLID STARプロデュース
  - SOLID STARプロデュースVol.7『明るいお葬式』（2016年6月15日 - 19日、俳優座劇場）- 豆成博 役
  - SOLID STARプロデュースVol.11『負けんな漫研！』（2017年9月6日 - 10日、六行会ホール）※ 9日 ゲスト出演
  - SOLID STARプロデュースvol.18『熱血硬派くにおくん外伝 リバーシティガールズ』（全公演中止）（2022年12月7日 - 11日、草月ホール）
- 寺山武志単独ライブ『株式会社寺山 第一回株主総会』（2017年4月23日、新宿シアターモリエール）※ ゲスト出演[2]
- 30-DELUX 15th Anniversary Project『THE REALITY ～notrealistic～』（2017年10月31日 - 11月5日、アトリエファンファーレ東新宿）[3]
- ミュージカル『Dance with Devils 〜Fermata〜』（2018年3月15日 - 25日、AiiA 2.5 Theater Tokyo）- エル 役[4]
- プランチャイム若手激推し公演
  - プランチャイム若手激推し公演『Friend Chicken』（2019年3月7日 - 10日、アトリエファンファーレ東新宿）- 主演・ダイキ 役
  - プランチャイム若手激推し公演 Part2『FriendChicken vol.2 ～The Final～』（2022年5月26日 - 29日、築地本願寺ブディストホール） - ダイキ 役[5]
- ミュージカル『青春-AOHARU-鉄道』～すべての路は所沢へ通ず～（2019年5月9日 - 19日、品川プリンスホテル クラブeX）- 西武豊島線 役[6]
- 爆走おとな小学生
  - ［Otona Project 第二十四弾］第十回全校集会『初等教育ロイヤル』（2019年6月20日 - 23日、大阪 ABCホール）- 小林くん 役[7]
  - ［Otona Project 第三十九弾］第十四回課外授業『タツノオトシゴ』（全公演中止）（2022年2月10日 - 13日、CBGKシブゲキ!!） - 優姫 役
  - ［Otona Project 第四十二弾］第十八回全校集会『舞踏戦隊オドルンZファイター』（2022年9月16日 - 19日、シアターGロッソ） - 黄浪卵 役[8]
- Soft Boiled Theater
  - ［Soft Boiled Theater-7］クリエイティブユニット【ソフトボイルド】Theater-7『戦国送球〜バトルボールズ〜第二次真田合戦』（2022年4月6日 - 10日、シアター1010）- 佐々木真也 役[9]
  - ［Soft Boiled Theater-8］クリエイティブユニット【ソフトボイルド】Theater-8『戦国送球〜バトルボールズ外伝〜天上天下唯我独尊』（2022年6月22日 - 26日、シアターサンモール）- 誉元気 役[10]
  - ［Soft Boiled Theater-10］クリエイティブユニット【ソフトボイルド】Theater-10　朗読劇『人生一度だけの魔法』（2022年11月3日 - 6日、池袋シアターグリーン BASE THEATER） - 部長 役

### イベント
- 銀時 Presents ≪福井大輔 × Fatima Design≫
  - 『コラボアクセサリー購入特典イベント第一弾　ネックレス』（2018年9月15日）
  - 『コラボアクセサリー購入特典イベント第二弾　リング』（2019年8月3日）
  - 『コラボアクセサリー購入特典イベント第三弾　ブレスレット』（2021年6月26日）
  - 『コラボアクセサリー購入特典イベント第四弾　メッセージリング』（2022年12月28日）
- MONSTER LIVE!プロジェクト
  - 『MONSTER LIFE コント公開収録 ～もんさぽ以外立入禁止!!～』（2020年12月25日 - 27日、新宿角座）
  - MONSTER LIFE presents『MONSTER’S FILM PROJECT～アカデミー賞を総ナメにせよっ！！！～』（全公演延期）（2021年1月8日 - 10日、一般財団法人全電通労働会館 全電通ホール）

### ライブ
- bless4 10周年記念ライブ『〜誓い Let’s Have A party♪』（2013年5月25日、クラブチッタ） - バックダンサー
- プランチャイム25周年記念LIVE『DANCE TO THE FUTURE ～テレビはダンスでできている～』（2016年11月11日、東京 Zepp DiverCity）
- PLANCHIME LIVE『THE GREATEST OLDMAN feat.YOUNG MAN』（2018年10月17日、東京 Zepp DiverCity）
- MXダンスまつり『パパイヤ鈴木のThat’s Happytainment！！』（中止）（2020年3月8日、LINE CUBE SHIBUYA（渋谷公会堂））

### 映像
- bless4『Get Luck Dance ver. Music Video』- バックダンサー